# Raymond B. West
Raymond B. West (Chicago, 11 febbraio 1886 – Los Angeles, 11 settembre 1923) è stato un regista statunitense dell'epoca del muto. Lavorò per la New York Motion Picture Company. Dal 1913 al 1919, anno in cui si ritirò dalla professione a causa di gravi problemi legati all'esaurimento nervoso di cui soffriva, girò una settantina di film.

## Biografia
Nato a Chicago nel 1886, si trasferì negli anni dieci a New York dove cominciò a lavorare per Thomas H. Ince alla New York Motion Picture Company, la seconda compagnia cinematografica che aveva aperto i suoi studi in California. 
Nella sua decennale carriera hollywoodiana, West fu conosciuto come un esperto della fotografia tanto quanto come regista. Molti degli effetti di luce che furono inventati in quel periodo, secondo quello che scrive il "Los Angeles Times", vengono accreditati alla sua "inventiva senza sosta".
Amava tanto il suo lavoro, che non era raro il caso che saltasse i pasti o il sonno. La sua attività lo portò a un grave esaurimento nervoso che, nel 1919, mise fine alla sua carriera. Non ritornò più sul set.
Morì nella sua casa di Horne Avenue a Hollywood l'11 settembre 1923 all'età di 37 anni.

## Filmografia

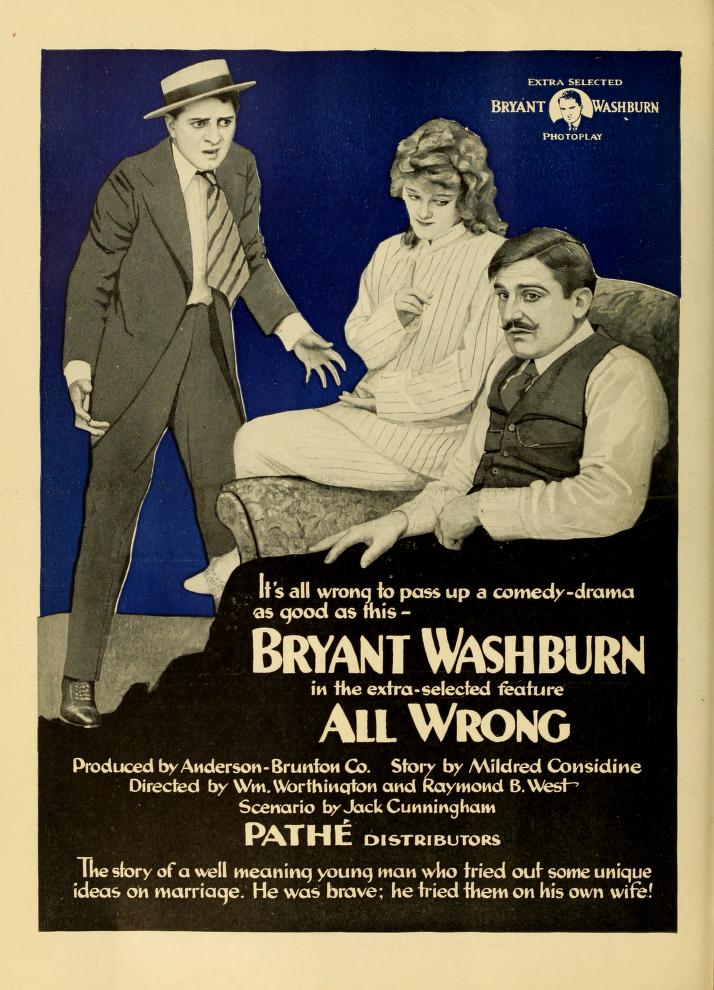
All Wrong, 1919

La filmografia è completa

### Regista
- The Great Sacrifice (1913)
- The Iconoclast (1913)
- The Banshee (1913)
- Flotsam (1913)
- The Quakeress (1913)
- The Waif (1913)
- A Highland Romance (1913)
- The Black Sheep (1913)
- The Heart of Kathleen (1913)
- Widow Maloney's Faith (1913)
- The Ghost (1913)
- The Witch of Salem  (1913)
- The Filly  (1913)
- Eileen of Erin  (1913)
- True Irish Hearts (1914)
- The House of Bondage (1914)
- Harp of Tara (1914)
- The Cure (1914)
- The Circle of Fate (1914)
- The Informer (1914)
- Divorce (1914)
- Mario (1914)
- For the Wearing of the Green (1914)
- The Path of Genius
- A Barrier Royal (1914)
- The Bells of Austi (1914)
- The Squire's Son (1914)
- The Geisha (1914)
- The Rightful Heir (1914)
- The Substitute (1914)
- In the Cow Country (1914)
- The Latent Spark (1914)
- The Heart of a Crook (1914)
- The City (1914)
- A Romance of the Sawdust Ring (1914)
- The Defaulter (1914)
- The Silver Bell (1914)
- The Right to Die (1914)
- The Golden Goose (1914)
- Eric the Red's Wooing (1914)
- Shorty Falls Into a Title (1914)
- Mother Hulda - cortometraggio (1915)
- The Girl Who Might Have Been (1915)
- The Riddle of the Wooden Leg  (1915)
- The Cup of Life, regia di Thomas H. Ince (Raymond B. West, non accreditato) (1915)
- Oro che incatena (Rumpelstiltskin) (1915)
- The Mating (1915)
- The Moral Fabric (1916)
- Civilization, co-regia di Reginald Barker, Thomas H. Ince (1916)
- The Payment (1916)
- Home (1916)
- The Lady from the Sea (1916)
- The Wolf Woman (1916)
- The Honorable Algy (1916)
- The Female of the Species (1916)
- The Weaker Sex (1917)
- Chicken Casey (1917)
- The Snarl (1917)
- Whither Thou Goest (1917)
- Madcap Madge (1917)
- Borrowed Plumage  (1917)
- Wooden Shoes (1917)
- Ten of Diamonds (1917)
- Those Who Pay (1917)
- The Cast-Off (1918)
- Within the Cup (1918)
- Blindfolded (1918)
- Patriotism (1918)
- Maid o' the Storm (1918)
- All Wrong, co-regia di William Worthington (1919)

### Aiuto regia, Attore, Effetti speciali, Produzione

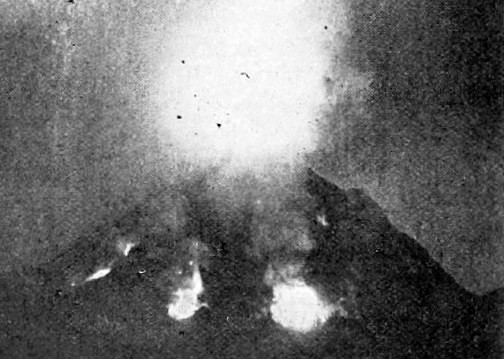
The Wrath of the Gods (1914): l'eruzione del vulcano - Effetti speciali di Raymond B. West

- The Flame in the Ashes, regia di Frank Morty - attore (1913)
- The Wrath of the Gods, regia di Reginald Barker - effetti speciali (1914)
- The Alien, regia di Reginald Barker e Thomas H. Ince - assistente alla regia (1915)
- Civilization, co-regia di Reginald Barker, Thomas H. Ince e Roland B. West - assistente alla produzione (1916)